# Stünenburg
Die Stünenburg war eine Niederungsburg im Stadtteil Obergrüne von Iserlohn im Märkischen Kreis in Nordrhein-Westfalen im Tal des Grüner Baches, 18 Meter über der Talsohle. Sie befand sich am linken Bachufer auf etwa 220 m ü. NHN zwischen den Wegen „Stünenburg“ und „Alter Grüner Talweg“ und wurde wohl im 15. Jahrhundert zerstört.
Aufgrund von Oberflächenuntersuchungen im Jahr 1983 durch Wilhelm Bleicher, dem ehemaligen Leiter des Hagener Heimatmuseums im Schloss Hohenlimburg, die mit dem Westfälischen Museum für Archäologie abgestimmt waren, wird vermutet, dass der Grundriss der Burg rechteckig (80 Meter × 70 Meter) und dreiseitig durch Gräften gesichert war. Talseitig erfolgte die Sicherung durch den Steilhang. Wahrscheinlich gab es drei Gebäudeeinheiten mit ummauertem Innenhof (30 Meter × 40 Meter). Im Innenhof befand sich vermutlich ein mehrstöckiger Wohnturm.
Archäologische Funde lassen auch vermuten, dass die Burg zwischen dem 12. und dem 15. Jahrhundert bestanden hat. Die noch wenigen vorhandenen Reste sind mit dem Burgplatz seit dem 16. Mai 1988 als Bodendenkmal geschützt und für weitere archäologische Forschungen von Bedeutung. Zu einem der aufschlussreichsten Funde, die bei Grabungen auf dem Gelände zutage kamen, gehörte 1914 ein bronzenes kugelförmiges Hohlgefäß mit Kopfdeckel. Ein weiterer besonderer Fund war ein eiserner Reitersporn, der in das 14./15. Jahrhundert datiert wurde.